# Alegeri locale în Chișinău, 2019
Alegerile locale din Chișinău din 2019, parte a alegerilor locale generale din 2019 din Republica Moldova, s-au desfășurat în două tururi; primul tur a avut loc pe 20 octombrie, iar al doilea tur pe 3 noiembrie (2019).

## Reguli electorale
Pentru a se înscrie în cursă, candidații la funcția de primar al Chișinăului trebuie să colecteze nu mai puțin de 10.000 de semnături. Campania electorală a durat două luni înainte de primul tur de scrutin, și a reînceput peste două zile după acesta, în ziua de marți, 22 octombrie - pentru turul doi de scrutin. În al doilea tur de scrutin rata de participare nu mai contează și indiferent câți alegători se prezintă la urne scrutinul este valabil. Dacă ambii candidați obțin un număr egal de voturi, atunci turul trei nu va exista, iar primarul va fi ales prin tragere la sorți.

## Lista candidaților

### Primar

#### Turul I
| Notare | Numele, prenumele candidatului | Partid politic                               | Valoare | Procent |
| ------ | ------------------------------ | -------------------------------------------- | ------- | ------- |
| 1      | Ion Ceban                      | Partidul Socialiștilor din Republica Moldova | 90.591  | 40.19   |
| 2      | Teodor Cîrnaț                  | Partidul Voința Poporului                    | 1.908   | 0.85    |
| 3      | Valeriu Munteanu               | Uniunea Salvați Basarabia                    | 1.710   | 0.76    |
| 4      | Valerii Klimenko               | Partidul Politic „Șor”                       | 6.859   | 3.04    |
| 5      | Victor Chironda                | Mișcarea social-politică „Forța Noua”        | 6.147   | 2.73    |
| 6      | Vitalie Voznoi                 | Partidul Stînga Europeană                    | 358     | 0.16    |
| 7      | Dumitru Țîra                   | Partidul Popular European din Moldova        | 819     | 0.36    |
| 8      | Vitalie Marinuța               | Partidul Verde Ecologist                     | 1.001   | 0.44    |
| 9      | Andrei Năstase                 | Blocul electoral „ACUM Platforma DA și PAS”  | 70.056  | 31.08   |
| 10     | Lilia Ranogaeț                 | Partidul Național Liberal                    | 620     | 0.28    |
| 11     | Alexandru Fetescu              | Partidul Liberal Democrat din Moldova        | 1.235   | 0.55    |
| 12     | Dorin Chirtoacă                | Partidul Liberal                             | 22.885  | 10.15   |
| 13     | Ivan Diacov                    | Partidul Nostru                              | 2.252   | 1.00    |
| 14     | Vladimir Cebotari              | Partidul Democrat din Moldova                | 5.504   | 2.44    |
| 15     | Octavian Țîcu                  | Partidul Unității Naționale                  | 10.739  | 4.76    |
| 16     | Serghei Toma                   | Partidul Oamenilor Muncii                    | 306     | 0.14    |
| 17     | Vlad Țurcanu                   | Partidul Popular Românesc                    | 1.816   | 0.81    |
| 18     | Boris Volosatîi                | Partidul Politic „Democrația Acasă”          | 591     | 0.26    |

#### Candidați retrași sau eliminați
- Candidații independenți Oleg Brega și Ruslan Codreanu, și Serghei Scripnic, de la Partidul “Patrioții Moldovei”, au fost eliminați la 30 septembrie.
- Andrei Donică, de la Mișcarea Profesioniștilor „Speranța-Nadejda”, și-a anunțat retragerea din cursa electorală la 8 octombrie.
- Boris Volosatîi, de la Partidul Politic „Democrația Acasă”, a figurat în lista candidaților care au luptat pentru funcția de primar al Chișinăului în pofida faptului că acesta și-a anunțat retragerea din cursa electorală la 10 octombrie.

#### Turul II
| Notare | Numele, prenumele candidatului | Partid politic                               | Valoare | Procent |
| ------ | ------------------------------ | -------------------------------------------- | ------- | ------- |
| 1      | Ion Ceban                      | Partidul Socialiștilor din Republica Moldova | 123.807 | 52.39   |
| 2      | Andrei Năstase                 | Blocul electoral „ACUM Platforma DA și PAS”  | 112.514 | 47.61   |

### Consiliul Municipal Chișinău
| Notare | Candidați                                    | Valoare | Procent | Mandate |
| ------ | -------------------------------------------- | ------- | ------- | ------- |
| 1      | Partidul Socialiștilor din Republica Moldova | 83.844  | 37.60   | 22      |
| 19     | Blocul electoral „ACUM Platforma DA și PAS”  | 74.255  | 33.30   | 19      |
| 14     | Partidul Liberal                             | 14.168  | 6.35    | 3       |
| 11     | Partidul Democrat din Moldova                | 8.861   | 3.97    | 2       |
| 6      | Partidul Politic „Șor”                       | 8.581   | 3.85    | 2       |
| 15     | Partidul Unității Naționale                  | 6.207   | 2.78    | 1       |
| 8      | Mișcarea social-politică „Forța Noua”        | 4.758   | 2.13    | 1       |
| 7      | Partidul Comuniștilor din Republica Moldova  | 3.774   | 1.69    | 1       |
| 3      | Candidatul independent, Mihail Bagas         | 3.144   | 1.41    | 0       |
| 12     | Partidul Nostru                              | 2.863   | 1.28    | 0       |
| 21     | Partidul Liberal Democrat din Moldova        | 1.885   | 0.85    | 0       |
| 4      | Partidul Voința Poporului                    | 1.686   | 0.76    | 0       |
| 16     | Partidul Popular Românesc                    | 1.518   | 0.68    | 0       |
| 5      | Uniunea Salvați Basarabia                    | 1.485   | 0.67    | 0       |
| 13     | Partidul Verde Ecologist                     | 1.100   | 0.49    | 0       |
| 18     | Partidul Politic „Democrația Acasă”          | 1.070   | 0.48    | 0       |
| 10     | Partidul Popular European din Moldova        | 1.045   | 0.47    | 0       |
| 17     | Partidul Național Liberal                    | 909     | 0.41    | 0       |
| 20     | Candidatul independent, Alexandru Vizir      | 786     | 0.35    | 0       |
| 2      | Mișcarea Profesioniștilor „Speranța-Nadejda” | 561     | 0.25    | 0       |
| 9      | Partidul Stînga Europeană                    | 469     | 0.21    | 0       |